# King Clone

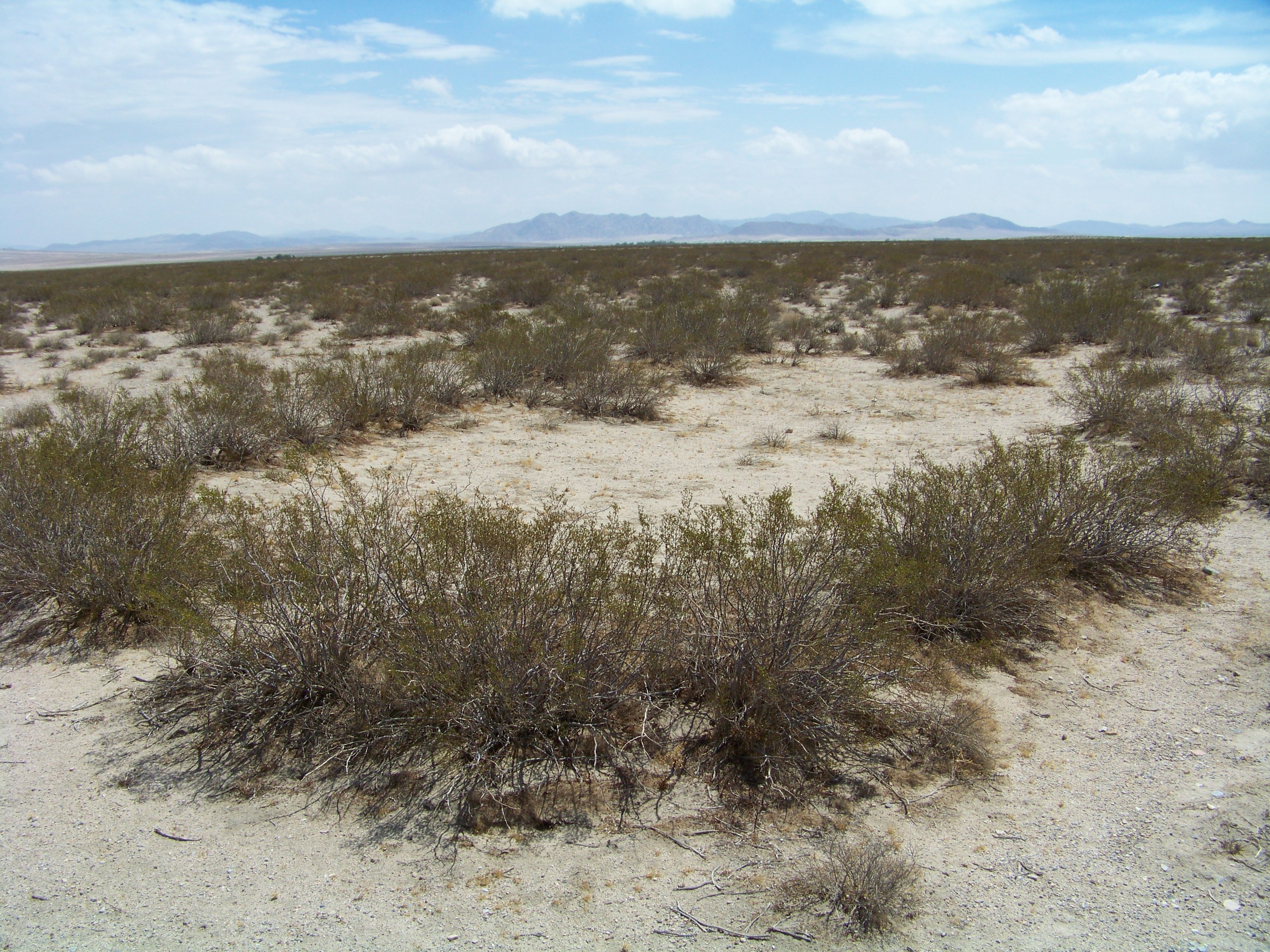
King Clone

King Clone je genet suchomilné kacibotvaré rostliny larey trojzubé, který roste nedaleko Lucerne Valley v kalifornském okrese San Bernardino County. Prstenec rostlin vyrůstajících ze společného kořenového systému má tvar elipsy dlouhé 22 metrů a široké 8 metrů. Patří k nejstarším známým organismům na světě.
Výzkum lokality započal v sedmdesátých letech dvacátého století, kdy bylo zjištěno, že rostliny v tomto prstenci jsou geneticky totožné. Botanik Frank Vasek z Kalifornské univerzity na základě radiokarbonové metody datování stanovil stáří kolonie na přibližně 11 700 let. Larea byla podle odborníků pionýrským druhem v regionu po ústupu pevninských ledovců na konci pleistocénu.
King Clone se nachází v oblasti lareových porostů v Mohavské poušti, která byla roku 1993 vyhlášena přírodní rezervací s omezeným přístupem návštěvníků. David Attenborough zde natáčel televizní seriál The Green Planet.